# Список ликвидаторов последствий аварии на ЧАЭС — Героев Российской Федерации

Бюст Героя России, академика Валерия Легасова в Туле

Ниже представлен список ликвидаторов последствий аварии на Чернобыльской атомной электростанции, удостоенных звания Героя Российской Федерации. Данное звание, присваемое президентом России за заслуги перед государством и народом, связанные с совершением геройского подвига, посмертно получили четверо участников ликвидации последствий аварии на ЧАЭС.

## Исторический контекст
Звание Героя Российской Федерации было установлено Законом Российской Федерации от 20 марта 1992 года № 2553-I для присвоения «за заслуги перед государством и народом, связанные с совершением геройского подвига»; этим же законом в целях особого отличия граждан, удостоенных звания Героя России, был учреждён знак особого отличия — медаль «Золотая Звезда». Звание Героя Российской Федерации присваивается президентом России за заслуги перед государством и народом, связанные с совершением геройского подвига.
26 апреля 1986 года в 1:23 по местному времени на четвёртом энергоблоке Чернобыльской АЭС произошёл взрыв. В результате аварии был полностью разрушен реактор, значительное количество радиоактивных веществ было выброшено в окружающую среду. В ликвидации последствий катастрофы участвовали более 600 тысяч человек. Шесть участников ликвидации последствий аварии на Чернобыльской АЭС были удостоены звания Героя Советского Союза (двое из них — посмертно). Четверо участников ликвидации последствий аварии на Чернобыльской АЭС (Василий Водолажский, Анатолий Грищенко, Валерий Легасов, Владимир Максимчук) были удостоены звания Героя Российской Федерации, все — посмертно.

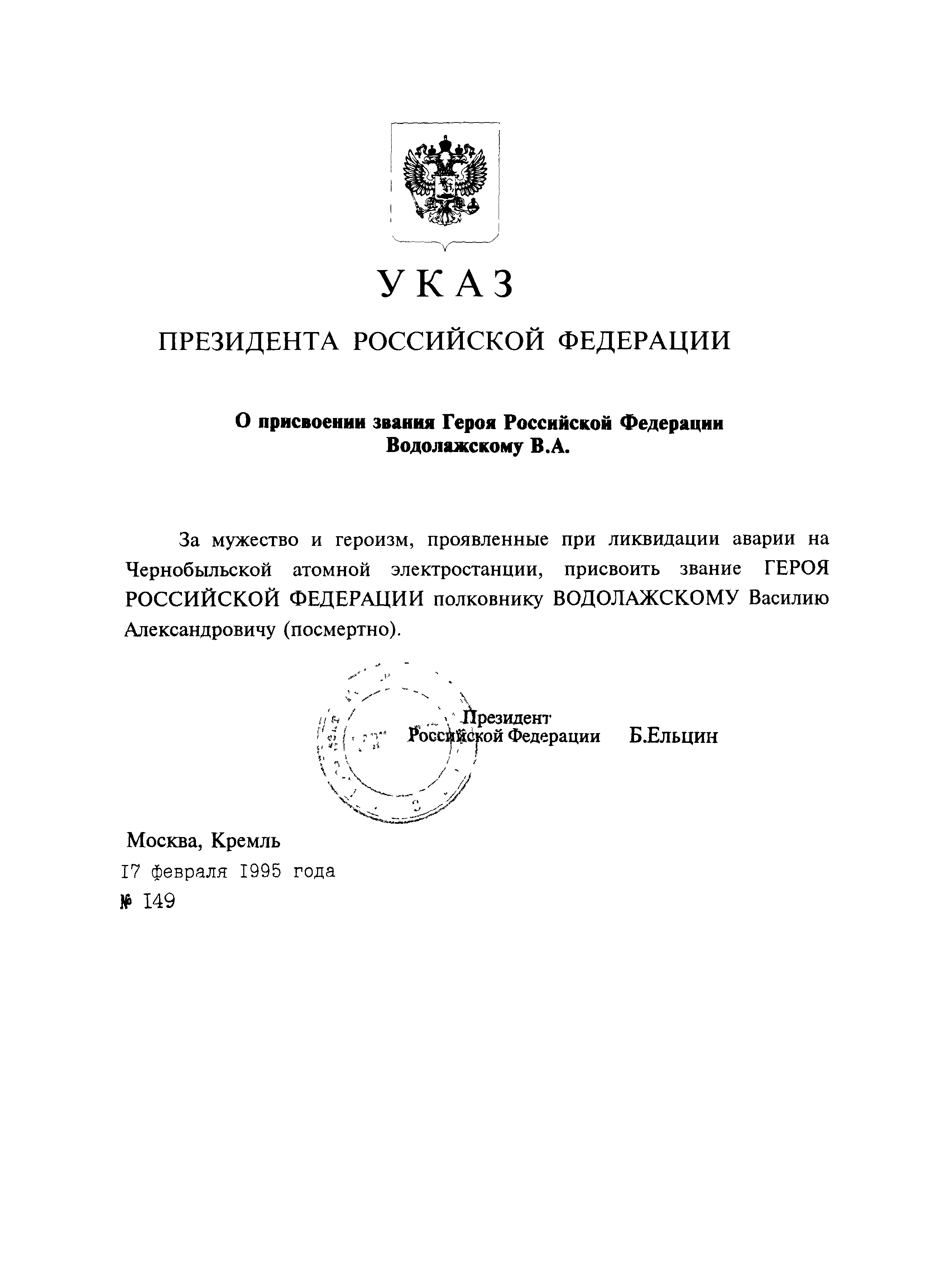
Указ о присвоении звания Василию Водолажскому
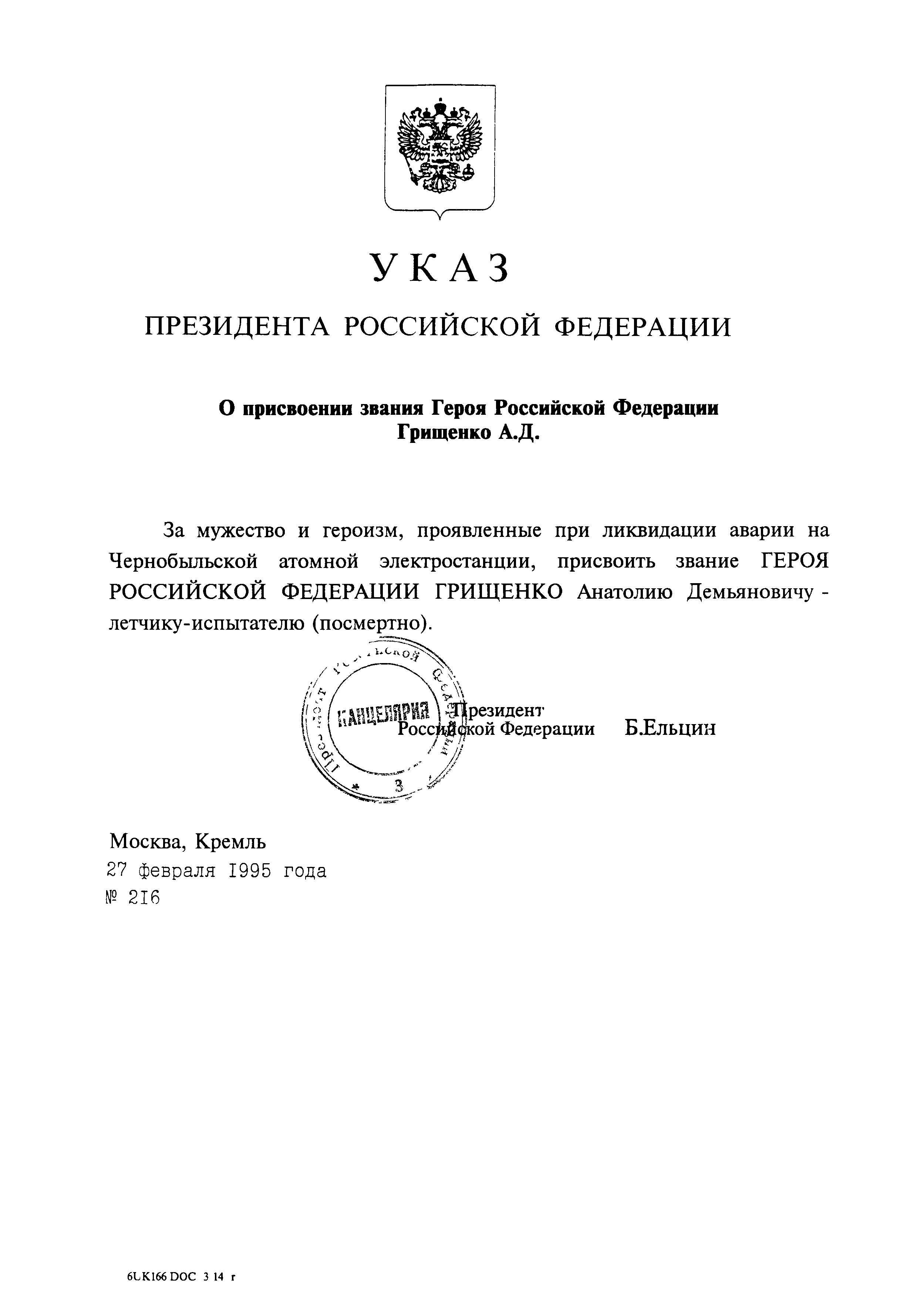
Указ о присвоении звания Анатолию Грищенко
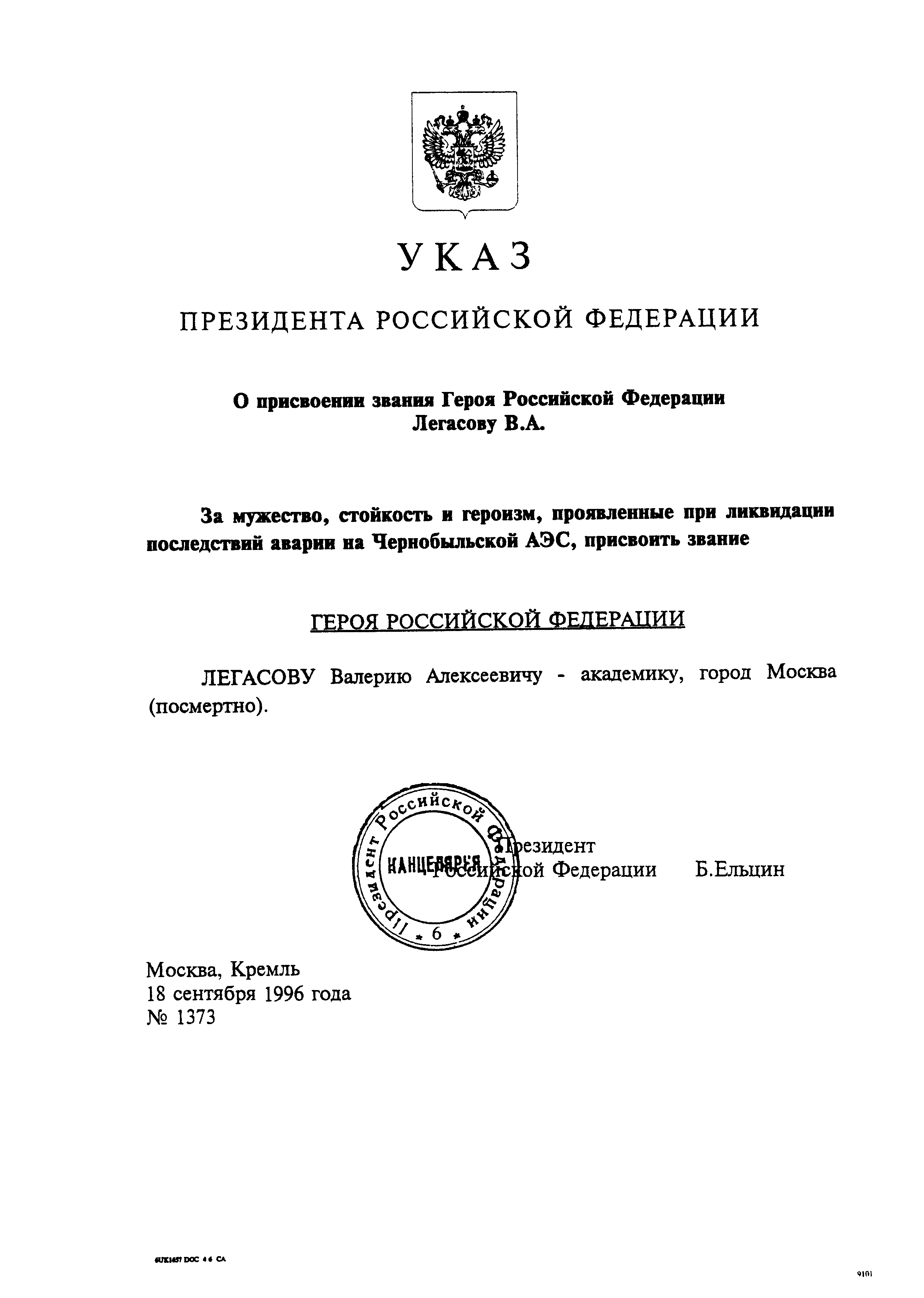
Указ о присвоении звания Валерию Легасову

## Алфавитный список ликвидаторов последствий аварии на ЧАЭС, удостоенных звания Героя Российской Федерации
Нижеприведённый список ликвидаторов последствий аварии на Чернобыльской АЭС, удостоенных звания Героя Российской Федерации, составлен в алфавитном порядке и содержит общие сведения о награждённых, включая информацию о годах жизни, воинских званиях и должностях награждённых. Также список включает в себя информацию о президентских указах, в соответствии с которыми осуществлялись награждения, формулировки награждения из данных указов и номера медалей «Золотая Звезда».
| № | Изображение | Фамилия, имя, отчество            | Годы жизни | Воинское звание                 | Должность | Дата присвоения звания | Указ и номер медали | Формулировка награждения                                                                                                  | Источники            |
| - | ----------- | --------------------------------- | ---------- | ------------------------------- | --- | ---------------------- | --- | --- | -------------------- |
| 1 |             | Водолажский Василий Александрович | 1937—1992  | полковник                       | заместитель командира 65-го отдельного вертолетного полка 26-й воздушной армии Белорусского военного округа                                                                           | 17 февраля 1995 года   | Указ Президента Российской Федерации от 17 февраля 1995 года № 149 «О присвоении звания Героя Российской Федерации Водолажскому В. А.», медаль № 115 | «за мужество и героизм, проявленные при ликвидации аварии на Чернобыльской атомной электростанции»                        | [ 7 ] [ 6 ]          |
| 2 |             | Грищенко Анатолий Демьянович      | 1937—1990  | старший лейтенант запаса        | лётчик-испытатель Лётно-исследовательского института | 27 февраля 1995 года   | Указ Президента Российской Федерации от 27 февраля 1995 года № 216 «О присвоении звания Героя Российской Федерации Грищенко А. Д.»                   | «за мужество и героизм, проявленные при ликвидации аварии на Чернобыльской атомной электростанции»                        | [ 9 ] [ 8 ]          |
| 3 |             | Легасов Валерий Алексеевич        | 1936—1988  | —                               | заместитель руководителя Правительственной комиссии по ликвидации последствий аварии на ЧАЭС, заместитель директора Института атомной энергии имени И. В. Курчатова по научной работе | 18 сентября 1996 года  | Указ Президента Российской Федерации от 18 сентября 1996 года № 1373 «О присвоении звания Героя Российской Федерации Легасову В. А.»                 | «за мужество, стойкость и героизм, проявленные при ликвидации последствий аварии на Чернобыльской атомной электростанции» | [ 10 ] [ 11 ] [ 13 ] |
| 4 |             | Максимчук Владимир Михайлович     | 1947—1994  | генерал-майор внутренней службы | начальник оперативно-тактического отдела Главного управления пожарной охраны Министерства внутренних дел СССР                                                                         | 18 декабря 2003 года   | Указ Президента Российской Федерации от 18 декабря 2003 года № 1493, медаль № 809                                                                    | «за мужество и героизм при выполнении специального задания»                                                               | [ 14 ] [ 15 ]        |

## Комментарии
1. ↑  Сокращённо — ЧАЭС либо Чернобыльская АЭС.
2. 1 2  Указывается на момент присвоения звания Героя Российской Федерации.
3. ↑  В июле 1986 года в качестве руководителя сводной оперативной группы вертолётчиков прибыл на место ликвидации аварии, после чего оставался в зоне катастрофы на ЧАЭС в течение трёх месяцев. Обучал пилотов манёврам с длинными подвесками, снайперским сбрасываниям грузов непосредственно в жерло реактора. Лично обучил 33 экипажа правилам сброса в реактор блокирующих материалов. Непосредственно участвовал в операции по очистке крыши машинного зала от обломков сверхрадиоактивного графита, устанавливал фильтры для подачи очищенного воздуха в работающие залы ЧАЭС. В рамках ликвидации последствий аварии совершил 120 вылетов на вертолёте Ми-6, зачастую спускаясь вдвое ниже установленной безопасной высоты и сбросив на реактор около 300 тонн специальных смесей[6].
4. ↑  В Указе Президента Российской Федерации — лётчик-испытатель[8].
5. ↑  В мае, августе и сентябре 1986 года принимал участие в ликвидации последствий аварии на ЧАЭС.  Поскольку строевые вертолётчики еще не обладали опытом перевозки грузов на нестандартно длинной внешней подвеске, такие задачи поручались экипажам, возглавляемым летчиками-испытателями Анатолием Грищенко и Гургеном Карапетяном. Вертолёт Ми-26, которым управлял Грищенко, снижался почти в три раза ниже допустимой отметки. Получил высокую дозу радиоактивного облучения, скончался 3 июля 1990 года от лейкоза в Сиэтле[9].
6. ↑  В Указе Президента Российской Федерации приводится учёное звание Легасова — академик[10]; с 1981 года Легасов являлся действительным членом Академии наук СССР[11].
7. ↑  26 апреля 1986 года по распоряжению Совета министров СССР в составе правительственной комиссии прибыл в район аварии на ЧАЭС. Находился в Припяти, т. е. в непосредственной близости от места катастрофы. Возглавляя оперативный штаб Института атомной энергии имени И. В. Курчатова[12], провёл в зоне аварии более 60 суток[12]. Непосредственно участвовал в организации мероприятий по ликвидации катастрофы[13]. 5 мая 1986 года присутствовал на заседании Политбюро ЦК КПСС, после которого вновь отбыл на место аварии. В августе 1986 года возглавил советскую делегацию на специальном совещании МАГАТЭ, где представил доклад об аварии на ЧАЭС[11].
8. ↑  С 9 мая 1986 года непосредственно находился в зоне ликвидации последствий аварии на ЧАЭС, где руководил всеми привлечёнными к ликвидации катастрофы силами пожарной охраны и ежедневно выезжал к станции. 23 мая 1986 года во главе разведывательной группы лично проник к месту возгорания в помещениях повреждённого взрывом четвёртого энергоблока ЧАЭС. Пожар был ликвидирован, однако Максимчук получил высокую дозу радиоактивного облучения, а также лучевые ожоги дыхательных путей и ног, надолго лишился голоса, впоследствии также страдал от рака желудка и щитовидной железы[14].